# Zzyzx
Zzyzx – osada w hrabstwie San Bernardino w stanie Kalifornia, poprzednio należąca do firmy Zzyzx Mineral Springs and Health Spa (Zzyzx – Źródła Wód Mineralnych i Centrum Odnowy Biologicznej), obecnie do Desert Studies Center (Centrum Badań Pustynnych). Na tym obszarze znajduje się także Jezioro Tunedae, jedna z ostoi zagrożonej wyginięciem ryby (łac.: Siphateles bicolor mohavensis, ang.: Mohave tui chub).
Zzyzx Road to droga długości ok. 4,5 mili (7,2 km) częściowo brukowana, a w części zwykła wiejska gruntowa droga dojazdowa położona na pustyni Mojave. Prowadzi ona w kierunku południowym od autostrady Interstate 15 do osady Zzyzx. O tej drodze opowiada piosenka Zzyzx Rd. z albumu Come What(ever) May hardrockowego zespołu muzycznego Stone Sour.